# Tăuteu
Tăuteu (węg. Tóti) – wieś w Rumunii, w okręgu Bihor, w gminie Tăuteu. W 2011 roku liczyła 1108 mieszkańców.